# Плодородовское
Плодородовское (укр. Плодородівське) — село,
Михайловский поселковый совет,
Михайловский район,
Запорожская область,
Украина.
Село ликвидировано после 1979 года.

## Географическое положение
Село Плодородовское находилось на расстоянии в 2,5 км от сёл Тарсалак и Новониколаевка.

## История
- ? — село ликвидировано.